# Enzo Doria
Enzo Doria, pseudònim d’Ezio Passadore (Gènova, 12 de març de 1936),és un productor de cinema, actor i guionista italià.

## Biografia
El 1957 va debutar com actor amb la pel·lícula Dinanzi a noi il cielo (1957) dirigida per Roberto Savarese i a A vent'anni è sempre festa (1957) dirigida per Vittorio Duse. El 1960 es va graduar al Centro sperimentale di cinematografia. El 1962 va començar a treballar co ma secretari de producció a la pel·lícula Anno 79: La distruzione di Ercolano (1962) i a Il vecchio testamento (1963), ambdues dirigides per Gianfranco Parolini. El 1965 va fundar Doria Cinematografica amb la que va produir pel·lícules dirigides per Marco Bellocchio, Liliana Cavani i Salvatore Samperi.

### Vida privada
Casat amb l'escenògrafa i dissenyadora de vestuari Gisella Longo, el seu fill és el productor Alessandro Passadore, la seva filla Francesca Passadore, és escenògrafa.

## Filmografia

### Productor
- I pugni in tasca, acreditat com Enzo Passadore, dirigida per Marco Bellocchio (1965)
- Il giardino delle delizie, dirigida per Silvano Agosti (1967)
- Grazie zia, dirigida per Salvatore Samperi (1968)
- Cuore di mamma, dirigida per Salvatore Samperi (1969)
- Sai cosa faceva Stalin alle donne?, dirigida per Maurizio Liverani (1969)
- Entonce, dirigida per Romano Scavolini (1969)
- La stretta, dirigida per Alessandro Cane - telefilm (1970)
- Uccidete il vitello grasso e arrostitelo, dirigida per Salvatore Samperi (1970)
- Els caníbals, dirigida per Liliana Cavani (1970)
- La corta notte delle bambole di vetro, dirigida per Aldo Lado (1971)
- Chi l'ha vista morire?, dirigida per Aldo Lado (1972)
- Il ritorno di Clint il solitario, acreditat com E. Doria, dirigida per Alfonso Balcázar (1972)
- Quando la preda è l'uomo, dirigida per Vittorio De Sisti (1972)
- Quando l'amore è sensualità, dirigida per Vittorio De Sisti (1973)
- L'ultima neve di primavera, dirigida per Raimondo Del Balzo (1973)
- Il figlio della sepolta viva, dirigida per Luciano Ercoli (1974)
- Lucrezia giovane, dirigida per Luciano Ercoli (1974)
- Chi sei?, dirigida per Ovidio G. Assonitis (1974)
- La prima volta, sull'erba, dirigida per Gianluigi Calderone (1975)
- Lezioni private, dirigida per Vittorio De Sisti (1975)
- La moglie di mio padre, dirigida per Andrea Bianchi (1976)
- Una donna chiamata Apache, dirigida per Giorgio Mariuzzo (1976)
- Tentacoli, acreditat com E.F. Doria, dirigida per Ovidio G. Assonitis (1977)
- Gli ultimi angeli, dirigida per Enzo Doria (1978)
- Bermude: la fossa maledetta, dirigida per Tonino Ricci (1978)
- Pensione Amore - SerVizio completo, dirigida per Luigi Russo (1979)
- Il cacciatore di squali, acreditat com Enzo P. Doria, dirigida per Enzo G. Castellari (1979)
- Il bandito dagli occhi azzurri, dirigida per Alfredo Giannetti (1980)
- Due gocce d'acqua salata, dirigida per Luigi Russo i Enzo Doria (1982)
- Adamo ed Eva, la prima storia d'amore, dirigida per Enzo Doria i Luigi Russo (1983)
- Giallo alla regola, dirigida per Stefano Roncoroni (1988)
- Lo zio indegno, dirigida per Franco Brusati (1989)
- La fine dell'intervista, dirigida per Stefano Roncoroni (1994)

### Actor
- Le notti bianche, no acreditat, dirigida per Luchino Visconti (1957)
- Dinanzi a noi il cielo, dirigida per Roberto Savarese (1957)
- A vent'anni è sempre festa, dirigida per Vittorio Duse (1957)
- Sergente d'ispezione, dirigida per Roberto Savarese (1958)
- Giuditta e Oloferne, dirigida per Fernando Cerchio (1959)
- La dolce vita, dirigida per Federico Fellini (1960)
- Rapina al quartiere Ovest, dirigida per Filippo Walter Ratti (1960)
- Spade senza bandiera, dirigida per Carlo Veo (1961)
- Non conosci il bel suol, dirigida per Rolf Thiele (1961)
- Solimano il conquistatore, dirigida per Vatroslav Mimica i Mario Tota (1961)
- Gli invasori, dirigida per Mario Bava (1961)
- La tragica notte di Assisi, dirigida per Raffaello Pacini (1961)
- Il vecchio testamento, dirigida per Gianfranco Parolini (1962)
- Strana voglia di una vedova, dirigida per Jacques Poitrenaud (1964)
- Gli invincibili tre, no acreditat, dirigida per Gianfranco Parolini (1964)
- Una sporca guerra, dirigida per Dino Tavella (1965)

### Director
- L'avventurosa fuga (1978)
- Due gocce d'acqua salata - co-director (1982)
- Adamo ed Eva, la prima storia d'amore - firmada com Vincent Green (1983)
- Gila and Rik - telefilm (1987)
- I figli del vento - telefilm (1989)
- Venti dal Sud (1994)

## Reconeixement
- Nastro d'argento
  - 1966 – Millor productor per I pugni in tasca